# Beatrix I. (Gandersheim)

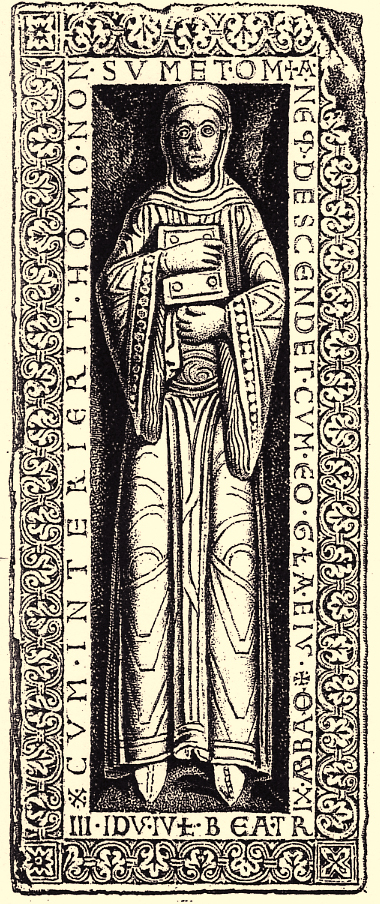
Abbildung ihrer Grabplatte

Beatrix (* 1037; † 13. Juli 1061) war die einzige Tochter Kaiser Heinrichs III. aus seiner ersten Ehe mit Gunhild von Dänemark. Beatrix war seit 1043 Äbtissin im Stift Gandersheim und seit 1044 Äbtissin im Stift Quedlinburg.

## Leben
Beatrix wurde Ende 1037 als einzige Tochter Kaiser Heinrichs III. und seiner ersten Frau Gunhild in Italien geboren. Ihre Mutter verstarb etwa ein halbes Jahr nach ihrer Geburt.
Nach dem Tod ihrer Vorgängerin Adelheid I. wurde sie am 14. Januar 1043 im Alter von sieben Jahren von ihrem Vater Heinrich III. als Äbtissin in Gandersheim eingesetzt. Dieser setzte sich dabei über das Wahlrecht der Kanonissen hinweg. Am 24. Juni 1044 wurde sie in Merseburg außerdem noch zur Äbtissin von Quedlinburg geweiht. Des Weiteren war sie Äbtissin im Stift Vreden.
In Gandersheim stand sie im Mittelpunkt einer Auseinandersetzung mit den dortigen Kanonissen. Diese warfen ihr vor, Güter des Stifts, deren Ertrag den Kanonissen eigentlich als Unterhalt dienen sollte, verlehnt zu haben und sie so in wirtschaftliche Not geführt zu haben. Drei Päpste schalteten sich in diesen über Jahre schwelenden Streit ein: Leo IX. entschied zunächst zugunsten der Kanonissen, Viktor II. revidierte das Urteil später zugunsten der Äbtissin. Erst Stephan IX. erreichte Ende 1057 einen Kompromiss, der wohl so aussah, dass die Präbendengüter der Kanonissen nicht verlehnt werden durften, Beatrix aber über den sonstigen Stiftsbesitz und ihre eigenen Güter frei verfügen konnte. Der Kompromiss hielt aber nur bis zu Beatrix’ Tod, der Konflikt brach nämlich unter ihrer Nachfolgerin, ihrer Halbschwester Adelheid II., erneut aus.
Beatrix starb am 13. Juli 1061. Sie wurde in Quedlinburg begraben, muss aber nach der Brandkatastrophe der Stiftskirche 1070 umgebettet worden sein. Eine bleierne Beinkiste, die aufgrund der Inschrift mit hoher Sicherheit Beatrix zugeordnet werden kann, wird seit etwa 1161 im Kloster Michaelstein verwahrt. In der Krypta der Quedlinburger Stiftskirche erinnert eine Grabplatte aus der Zeit der Neuweihe der Kirche im Jahre 1129 an die Äbtissin.